# 隆乃若勇紀
隆乃若 勇紀（たかのわか ゆうき、1976年4月2日 - ）は、長崎県北松浦郡生月町（現在の平戸市）出身で、鳴戸部屋に所属した元大相撲力士。本名は尾崎 勇記（おざき ゆうき）。最高位は東関脇（2003年1月場所、2003年3月場所）。身長190cm、体重152kg、血液型はA型。得意手は右四つ・上手投げ。父は元プロ野球選手の尾崎亀重。

## 経歴
小学校、中学校と父には野球を強要されたが、反発していた尾崎は頑なに野球をやらなかった。運動神経が良く中学時代はバスケットボール部で活躍した。生月島の宮相撲を視察していた鳴戸親方（元横綱・隆の里）に勧誘され、1992年（平成4年）3月場所初土俵。関脇若の里、元幕内隆の鶴は同部屋で同期生である。若い頃から有望株として注目され、隆尾崎を名乗っていた幕下時代には若の里（当時・古川）と2人で当時の大相撲放送にあったコラム「目指せ関取」に取り上げられ、互いに先を越されないように精進するとコメントしていた。1999年（平成11年）5月場所新十両、同年11月場所新入幕。
2000年1月場所では10勝を挙げて敢闘賞。2000年11月場所で11勝し、2001年1月場所は新三役。2001年5月場所、武蔵丸に勝ち初金星。2001年7月場所、千秋楽で時津海に勝てば三賞受賞だったが負けて受賞ならず。2002年3月場所、11勝し2度目の敢闘賞。2002年（平成14年）11月場所では攻めが速くなり小結で3大関に勝ち11勝4敗の好成績を収め「大器開眼」と称賛された。翌場所新関脇で9勝を挙げたが、千秋楽の琴光喜との一番で張り手を受け倒れた際に膝などを痛め、ケガの回復が遅れて3月場所は全休（当初全治10日の軽傷と診断されたため、公傷が適用されなかった）。さらには次の夏場所も2敗13休で十両に陥落した。この頃から故障禍に見舞われ始める。2度再入幕を果たすも前頭9枚目までしか番付を戻せなかった。
特に、2005年（平成17年）11月場所では、西前頭10枚目の地位で初日から7連敗し、中日に豊ノ島との水入りの相撲で何とか初勝利を挙げたものの、思うように成績が伸びずに9日目に負け越しが決定、しかも12日目からは右膝を痛め休場して、三度十両に陥落してしまった。その後ずるずると負け越しを続け、2006年（平成18年）7月場所の番付は東十両14枚目と、幕下陥落の危機に立たされたが、中日まで8連勝で早々と勝ち越しを決めた。その後6連敗したが、千秋楽で勝利し、9勝6敗と久しぶりに勝ち越した。2006年9月場所では序盤から好調を維持し、千秋楽まで3敗を維持し、千秋楽で2場所前の5月場所十両優勝している豊桜との取り組みで敗れたが、優勝決定戦で勝利し、自身初の十両優勝を果たした。この場所の番付は東十両8枚目だったことから再入幕も有力視されたが、西3枚目で8勝7敗の片山が優先され入幕を逃した。次の11月場所、さらには2007年（平成19年）3月場所と十両2枚目まで番付を戻しながら大敗を喫した。5月場所では東十両9枚目で4勝11敗と大きく負け越し、7月場所は幕下へ陥落してしまった。9月場所は4連敗後に休場し、14日目の22日に引退届を提出。年寄名跡（親方株）の空きが無かったため、相撲協会には残らなかった。
引退後は「尾崎勇気」名義で草野仁事務所所属のタレントとして活動していたが、2017年1月までに退社、以降のメディア出演は本名もしくは「隆乃若」名義となっている。
2011年11月30日に宅地建物取引士の資格を取得した他、フィナンシャルプランナー、管理業務主任、住宅ローンアドバイザーの資格も取得している。中卒で角界入りしたが、2015年時点で、通信制の大学に籍を置いている。
2019年1月14日に文化放送「岩本勉のまいどスポーツ」に出演し、不動産業界に身を置いていることを話している。

## 略歴
- 1992年3月場所 - 鳴戸部屋入門、初土俵
- 1999年5月場所 - 新十両
- 1999年11月場所 - 新入幕
- 2000年1月場所 - 10勝5敗で初の敢闘賞受賞
- 2001年1月場所 - 新小結
- 2001年5月場所 - 横綱武蔵丸を破って初金星を獲得
- 2002年3月場所 - 11勝4敗で2度目の敢闘賞受賞
- 2002年11月場所 - 2度目の小結で11勝4敗、3度目の敢闘賞受賞
- 2003年1月場所 - 新関脇
- 2007年9月場所 - 引退届を提出

## 人物・エピソード
- 「隆乃若」という四股名は自分で考え命名したという。四股名は師匠の四股名「隆の里」と大師匠にあたる「若乃花」から取ったようにも見え、鳴戸がこの四股名を名乗ることを許した辺り、それだけの大器を認められたことがうかがえる。
- 趣味は音楽鑑賞、スポーツ観戦（野球、格闘技など）。
- 会田有志（元プロ野球選手。父のヤクルト時代のチームメイトだった会田照夫の三男）は従兄弟（母親同士が姉妹）。
- 2011年、大相撲八百長問題が発覚した際には、関連で民放のワイドショー番組や『NHKスペシャル』緊急放送（2月9日）の取材を受けている。本人は八百長とは関係はなかったが、自身の力士経験を踏まえ八百長問題の背景を語った。
- 2015年の取材では、日本人力士がモンゴル人力士に敵わない理由として、モンゴル人力士の方が民族的に反応の速さに優れること、身体能力に優れた弟子が日本人から集まらないことを挙げている[1]。
- 2000年7月場所、千代大海戦は立ち合い不成立かと両者とも思ったが、待ったはかからなかったので、一気に寄り切った。
- 2001年7月場所、雅山戦は土俵際で微妙な勝負を制した。
- 千代大海には千代大海の大関時代に対戦して3勝4敗と負け越しているが、栃東には4勝3敗と勝ち越している。栃東の大関昇進前は1勝3敗だったが、大関時代は3戦全勝している。
- 雅山には6勝5敗と勝ち越しているが、雅山の大関時代は3勝4敗である。
- 栃乃洋には2勝12敗、武双山には1勝12敗と大きく負け越している。

## 主な成績
- 通算成績：505勝470敗69休 勝率.518
- 幕内成績：229勝242敗39休 勝率.486
- 現役在位：94場所
- 幕内在位：34場所
- 三役在位：4場所（関脇2場所、小結2場所）
- 各段優勝
  - 十両優勝：1回（2006年9月場所）
  - 幕下優勝：1回（1996年11月場所）
- 三賞：3回
  - 敢闘賞：3回（2000年1月場所、2002年3月場所、2002年11月場所）
- 金星：1個（武蔵丸1個）

### 場所別成績
| | 一月場所 初場所（東京） | 三月場所 春場所（大阪） | 五月場所 夏場所（東京） | 七月場所 名古屋場所（愛知） | 九月場所 秋場所（東京） | 十一月場所 九州場所（福岡） |
| --- | ----------------------- | ----------------------- | ----------------------- | --------------------------- | ----------------------- | --------------------------- |
| 1992年 （平成4年） | x                       | （前相撲）              | 西序ノ口16枚目 5–2      | 東序二段102枚目 4–3         | 東序二段75枚目 5–2      | 東序二段34枚目 1–6          |
| 1993年 （平成5年） | 西序二段80枚目 1–0–6    | 東序二段128枚目 1–0–6   | 西序二段164枚目 5–2     | 東序二段109枚目 5–2         | 東序二段66枚目 4–3      | 西序二段40枚目 4–3          |
| 1994年 （平成6年） | 西序二段22枚目 6–1      | 西三段目64枚目 3–4      | 東三段目83枚目 6–1      | 東三段目30枚目 2–5          | 東三段目59枚目 4–3      | 東三段目43枚目 5–2          |
| 1995年 （平成7年） | 東三段目15枚目 3–4      | 西三段目27枚目 4–3      | 東三段目15枚目 5–2      | 西幕下50枚目 2–5            | 東三段目13枚目 6–1      | 東幕下41枚目 4–3            |
| 1996年 （平成8年） | 東幕下32枚目 4–3        | 西幕下23枚目 2–5        | 西幕下45枚目 3–4        | 東幕下60枚目 6–1            | 東幕下31枚目 1–6        | 東幕下59枚目 優勝 7–0       |
| 1997年 （平成9年） | 西幕下7枚目 3–4         | 西幕下14枚目 4–3        | 西幕下7枚目 3–4         | 東幕下14枚目 4–3            | 西幕下8枚目 4–3         | 西幕下5枚目 2–6             |
| 1998年 （平成10年） | 西幕下18枚目 4–3        | 西幕下11枚目 6–1        | 東幕下3枚目 3–4         | 東幕下7枚目 2–5             | 東幕下21枚目 4–3        | 西幕下15枚目 5–2            |
| 1999年 （平成11年） | 東幕下6枚目 6–1         | 東幕下筆頭 5–2          | 西十両11枚目 9–6        | 西十両7枚目 8–7             | 東十両5枚目 11–4        | 西前頭14枚目 9–6            |
| 2000年 （平成12年） | 東前頭12枚目 10–5 敢    | 西前頭4枚目 5–10        | 東前頭7枚目 8–7         | 西前頭2枚目 6–9             | 西前頭5枚目 5–10        | 西前頭8枚目 11–4            |
| 2001年 （平成13年） | 東小結 4–11             | 西前頭4枚目 8–7         | 西前頭筆頭 5–10 ★       | 西前頭5枚目 9–6             | 西前頭2枚目 8–7         | 東前頭2枚目 6–9             |
| 2002年 （平成14年） | 東前頭5枚目 3–4–8       | 西前頭11枚目 11–4 敢    | 西前頭3枚目 7–8         | 東前頭4枚目 7–8             | 西前頭4枚目 8–7         | 西小結 11–4 敢              |
| 2003年 （平成15年） | 東関脇 9–6              | 東関脇 休場 0–0–15      | 西前頭6枚目 0–2–13      | 東十両3枚目 休場 0–0–15     | 東十両3枚目 12–3        | 西前頭12枚目 7–8            |
| 2004年 （平成16年） | 西前頭13枚目 4–11       | 東十両5枚目 10–5        | 西前頭16枚目 8–7        | 西前頭13枚目 8–7            | 西前頭12枚目 8–7        | 東前頭12枚目 8–7            |
| 2005年 （平成17年） | 東前頭9枚目 6–9         | 東前頭12枚目 7–8        | 東前頭13枚目 5–10       | 西前頭17枚目 8–7            | 東前頭15枚目 9–6        | 西前頭10枚目 1–11–3         |
| 2006年 （平成18年） | 東十両5枚目 6–9         | 西十両7枚目 7–8         | 東十両8枚目 5–10        | 東十両14枚目 9–6            | 東十両8枚目 優勝 11–4   | 東十両2枚目 5–10            |
| 2007年 （平成19年） | 東十両6枚目 8–7         | 西十両2枚目 4–11        | 東十両9枚目 4–11        | 西幕下3枚目 4–3             | 西幕下2枚目 引退 0–4–3  | x                           |
| 各欄の数字は、「勝ち-負け-休場」を示す。 優勝 引退 休場 十両 幕下 三賞：敢=敢闘賞、殊=殊勲賞、技=技能賞 その他：★=金星 番付階級：幕内 - 十両 - 幕下 - 三段目 - 序二段 - 序ノ口 幕内序列：横綱 - 大関 - 関脇 - 小結 - 前頭（「#数字」は各位内の序列） |                         |                         |                         |                             |                         |                             |

1. ↑   左第11・12肋骨骨折により4日目から途中休場、13日目から再出場
2. ↑  左下眼亀裂骨折・左膝関節捻挫により全休
3. ↑  右第11肋骨骨折・左膝骨挫傷により2日目から途中休場
4. ↑  右変形性膝関節症に伴う半月板損傷により12日目から途中休場

### 幕内対戦成績
| 力士名   | 勝数 | 負数  | 力士名   | 勝数 | 負数 | 力士名   | 勝数 | 負数 | 力士名   | 勝数 | 負数 |
| -------- | ---- | ----- | -------- | ---- | ---- | -------- | ---- | ---- | -------- | ---- | ---- |
| 蒼樹山   | 0    | 1     | 安芸乃島 | 4    | 4    | 朝青龍   | 1    | 10   | 朝赤龍   | 3    | 3    |
| 朝乃翔   | 2    | 0     | 朝乃若   | 4    | 2    | 安馬     | 2    | 3    | 安美錦   | 8    | 5    |
| 岩木山   | 1    | 1(1)  | 潮丸     | 0    | 1    | 皇司     | 7    | 3    | 大碇     | 0    | 1    |
| 大日ノ出 | 0    | 1     | 小城錦   | 2    | 1    | 魁皇     | 1    | 8    | 海鵬     | 9    | 8    |
| 垣添     | 0    | 1     | 春日錦   | 1    | 0    | 片山     | 0    | 3    | 巌雄     | 1    | 0    |
| 北桜     | 0    | 2     | 旭鷲山   | 7    | 3    | 旭天鵬   | 6    | 5    | 金開山   | 3    | 1    |
| 光法     | 1    | 0     | 五城楼   | 1    | 0    | 黒海     | 0    | 2    | 琴欧洲   | 1    | 1    |
| 琴奨菊   | 0    | 2     | 琴ノ若   | 5    | 4    | 琴光喜   | 3    | 6    | 琴龍     | 3    | 6    |
| 敷島     | 3    | 1     | 霜鳥     | 1    | 3    | 十文字   | 4    | 4    | 駿傑     | 1    | 3    |
| 大善     | 1    | 1     | 貴闘力   | 1    | 1    | 貴ノ浪   | 4    | 4    | 貴乃花   | 0    | 6    |
| 高見盛   | 5    | 5     | 豪風     | 0    | 1    | 玉飛鳥   | 0    | 1    | 玉春日   | 11   | 7    |
| 玉乃島   | 6    | 3(1)  | 玉力道   | 1    | 0    | 千代大海 | 3(1) | 4    | 千代天山 | 4    | 2    |
| 出島     | 6    | 6     | 寺尾     | 1    | 0    | 闘牙     | 8    | 6    | 時津海   | 11   | 6    |
| 時天空   | 3    | 1     | 土佐ノ海 | 6    | 9    | 栃東     | 4    | 3    | 栃栄     | 8    | 2    |
| 栃乃洋   | 2    | 12(1) | 栃乃花   | 1    | 3    | 豊桜     | 5    | 1    | 豊ノ島   | 1    | 4    |
| 白鵬     | 0    | 1     | 白露山   | 1    | 1    | 濵錦     | 1    | 0    | 濱ノ嶋   | 2    | 1    |
| 追風海   | 4    | 5     | 春ノ山   | 1    | 0    | 肥後ノ海 | 1    | 1    | 普天王   | 1    | 2    |
| 武雄山   | 5    | 2     | 北勝力   | 3    | 3    | 湊富士   | 2    | 1    | 雅山     | 6    | 5    |
| 武蔵丸   | 2(1) | 9     | 武双山   | 1    | 12   | 燁司     | 0    | 1    | 露鵬     | 1    | 2    |
| 若兎馬   | 3    | 2     | 和歌乃山 | 5    | 4    |          |      |      |          |      |      |

## 改名歴
- 尾崎 勇記（おざき ゆうき）1992年3月場所
- 隆尾崎 勇記（たかおざき - ）1992年5月場所 - 1999年3月場所
- 隆乃若 勇紀（たかのわか - ）1999年5月場所 - 2007年9月場所